# Mi primera novia
Mi primera novia es una película de Argentina filmada en colores dirigida por Enrique Carreras sobre el guion de Sixto Pondal Ríos según el argumento de Sixto Pondal Ríos y Carlos Olivari que se estrenó el 17 de marzo de 1966 y que tuvo como protagonistas a Palito Ortega, Evangelina Salazar y Dean Reed. La versión fílmica anterior del argumento de Pondal Ríos y Olivari fue Adolescencia, dirigida en 1942 por Francisco Mugica, protagonizada por Mirtha Legrand y Angel Magaña en los roles principales

## Sinopsis
Un muchacho de barrio pierde su novia ante un recién llegado. Comete muchas locuras para mantener a su novia de cinco años, hasta que su padre se enferma. Ahí madura y queda sin su novia.

## Reparto
- Palito Ortega	 ...Tito Crespo
- Evangelina Salazar	 ...	Elvira
- Dean Reed	... Deen
- Alejandro Anderson
- Tono Andreu	 ... Nicanor	Angelini
- Guillermo Battaglia ...	Don Faustino
- Alicia Bonet
- Carlos Borsani	 ...	Coco
- Roberto Guthie	 ...	Pepino
- Gloria Lopresti
- Aída Luz	 ...	Dona Agustina
- Javier Portales	 ...	Ignacio
- Ernesto Raquén	 ...	Don Emilio
- Norberto Suárez	 ...	Norberto
- Luis Tasca	 ...	Don Fortunato

## Comentarios
King dijo:

”Humor de buen cuño, buena música y canciones en dosis normales… significan méritos que  es justo mencionar.”

Manrupe y Portela escriben:

”Todo un clásico de palito Ortega y una de sus mejores películas. Con la actuación del por entonces exitoso inglés Dean Reed y varios números de efectividad y gracia.”